# Haucourt-en-Cambrésis
Haucourt-en-Cambrésis is een gemeente in het Franse Noorderdepartement (regio Hauts-de-France) en telt 200 inwoners (1999). De oppervlakte bedraagt 3,57 km², de bevolkingsdichtheid is 56 inwoners per km².

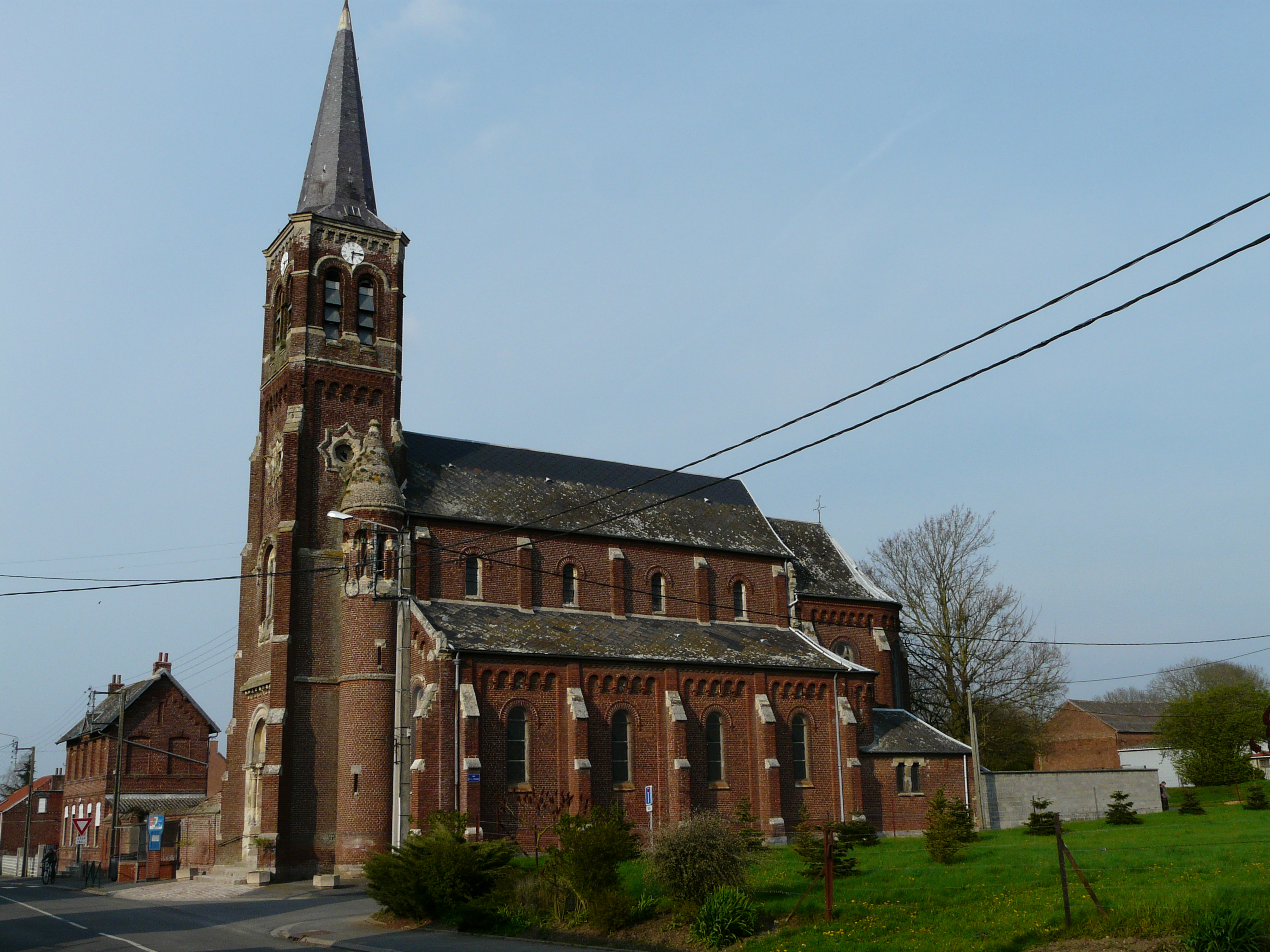
Kerk van Haucourt-en-Cambrésis

Tot 1949 heette de gemeente kortweg Haucourt, maar toen werd Cambrésis aan de naam toegevoegd. In 1973 werd de gemeente aangehecht bij de grotere buurgemeente Ligny-en-Cambrésis (fusion association). De fusiegemeente kreeg de naam Ligny-Haucourt. In 1997 werd de fusie weer ongedaan gemaakt. Haucourt-en-Cambrésis werd weer een volwaardige zelfstandige gemeente en ook Ligny kreeg weer zijn oude naam.

## Bekende personen
- Sint-Aubertus, bisschop van Atrecht en Kamerijk, zou hier geboren zijn.